# Nages-et-Solorgues
Nages-et-Solorgues é uma comuna francesa na região administrativa de Occitânia, no departamento de Gard. Estende-se por uma área de 6,18 km². Em 2010 a comuna tinha 1 866 habitantes (densidade: 301,9 hab./km²).